# 工藤奈々
工藤 奈々（くどう なな　6月20日 - ）は、東京都出身の日本の女優

## 来歴・人物
中学生から高校生まで浅香光代の下で礼儀作法や日本舞踊を学ぶ。母親は元松竹歌劇団。趣味は海外旅、スラム街などを巡る事や映画鑑賞、食べ歩き。特技は日本舞踊、中国語、バトントワリング。以前はオフィス斬に所属していた。
中国・上海市にある復旦大学に留学経験がある。
2021年10月2日日中友好次世代シンガーオーディション2021でグランプリを獲得し
、日中友好青年大使に就任。
2023年12月28日映画祭であるSmartphone Film Festival(スマートフォンフィルムフェスティバル)にて工藤奈々自身が監督と主演を務めた短編映画「名前の無かった天使の君〜The last day's light〜」が国際短編部門でグランプリを獲得した。この作品が初監督作品となった。

## 出演
イメージ
- 日中友好青年大使（2021年10月 - ）

テレビ
- 過保護な若旦那様の甘やかし婚（MBS、2024年） - 仲居 役
- プレバト!!（TBSテレビ、2023年） - 皆藤愛子 役
- 匠の教室（千葉テレビ、2023年） - 生徒
- THE 事業承継 その灯を消すな!（テレビ東京、2023年） - M&A社員 役
- 我らがパラダイス（NHKBSプレミアム、2023年） - レギュラー看護師 役
- 見抜けば儲かる（フジテレビ、2022年）
- くりぃむナンタラ（テレビ朝日、2022年） - 芸能界ビンカン選手権　審査員役
- GO TO リポート（伊那ケーブルテレビジョン、2021年） - リポーター
- MSAのやったもんガチ （テレビ信州、2021年 - 2021年）
- 相棒season19 （テレビ朝日、2021年） - チャイナ店員　役
- カンパニー〜逆転のスワン〜 （NHKBSプレミアム、2021年） - チーママ 役
- まさナビ さらとり物語（テレビ埼玉、2018年） - 小田奈々 役
- ゴットタン（テレビ東京、2014年）
- CarXs（TOKYO MX） - アシスタントレポーター
- ワッチミー!TV （BSフジ） - 候補生
- ロンドンハーツ（テレビ朝日）
- 夜更かししまshow　RQラボテレビ版（テレビ信州） - アシスタントレポーター
- ホカベン 6話（日本テレビ） - キャバ嬢 役

雑誌
- FLASH（光文社） -  グラビア掲載
- 週刊実話（日本ジャーナル出版） -  グラビア掲載
- CAPA（学研ホールディングス） - ポートレートモデル
- 漫画ナックルズ（ミリオン出版） -  宅ドルコーナー

ラジオ　　
- アイドルライブ情報部（下北FM、2016年1月 - 2016年12月） - レギュラーMC
- 上柳昌彦 ごごばん!（ニッポン放送） - ゲスト出演

映画
- 50音フィルム
  - さらば世界［新宿アットシアター単館上映］（2023年3月） - 黑笑魅霊 役
  - 酒豪戦線異状なし［新宿アットシアター単館上映］（2023年3月） - 黑笑魅霊 役
  - Slide Love［新宿アットシアター単館上映］（2023年3月） - 黑笑魅霊 役
  - 全年齢A対象［新宿アットシアター単館上映］（2023年3月） - 黑笑魅霊 役
- 男の青春映画タイミング［新宿アットシアター単館上映］（2022年） - 渋谷まや 役

動画
- YouTubeドラマ 翼のない天使 劇団ぎょう座（2023年） - 彼女 役
- YouTubeドラマ 占い師の裏話 占いのチカラ（2022年） - 占い師 役

## 受賞歴
2023年
スマートフォンフィルムフェスティバル　国際短編部門グランプリ
2021年
日中友好次世代シンガーオーディション2021 グランプリ